# John Connally
John Bowden Connally (Floresville (Texas), 27 februari 1917 - Houston (Texas), 15 juni 1993) was een Amerikaans politicus van de Democratische Partij en later de Republikeinse Partij. Hij was de minister van de Marine in 1961 onder president John F. Kennedy. In 1963 werd hij gekozen als de 39e gouverneur van Texas. Connally presenteerde zich tijdens de campagne als conservatief Democraat en won de verkiezingen. Hij werd nog twee keer herkozen. Na zijn gouverneurschap werd Connally in 1971, toen nog lid van de Democratische Partij, door president Richard Nixon benoemd tot minister van Financiën. In 1973 stapte Connally over naar de Republikeinse Partij. Hij deed in 1980 een vergeefse gooi naar de Republikeinse kandidatuur voor het presidentschap.
Connally studeerde rechten in Texas en diende tijdens de Tweede Wereldoorlog in de Amerikaanse marine. Na de oorlog vestigde hij zich als advocaat. Al snel werd hij de assistent van Lyndon B. Johnson, die toen Democratisch lid was van het Huis van Afgevaardigden. Hij was campagneleider van Johnson toen deze zich in 1948 verkiesbaar stelde voor de Senaat.
In 1960 leidde hij de campagne die Johnson de Democratische nominatie voor het presidentschap zou moeten opleveren. Die nominatie ging evenwel naar Kennedy, die Johnson vroeg zijn vicepresidentskandidaat te zijn. Nadat Kennedy de verkiezingen had gewonnen, werd Connally op voorspraak van Johnson benoemd tot minister van de Marine in de regering van Kennedy.

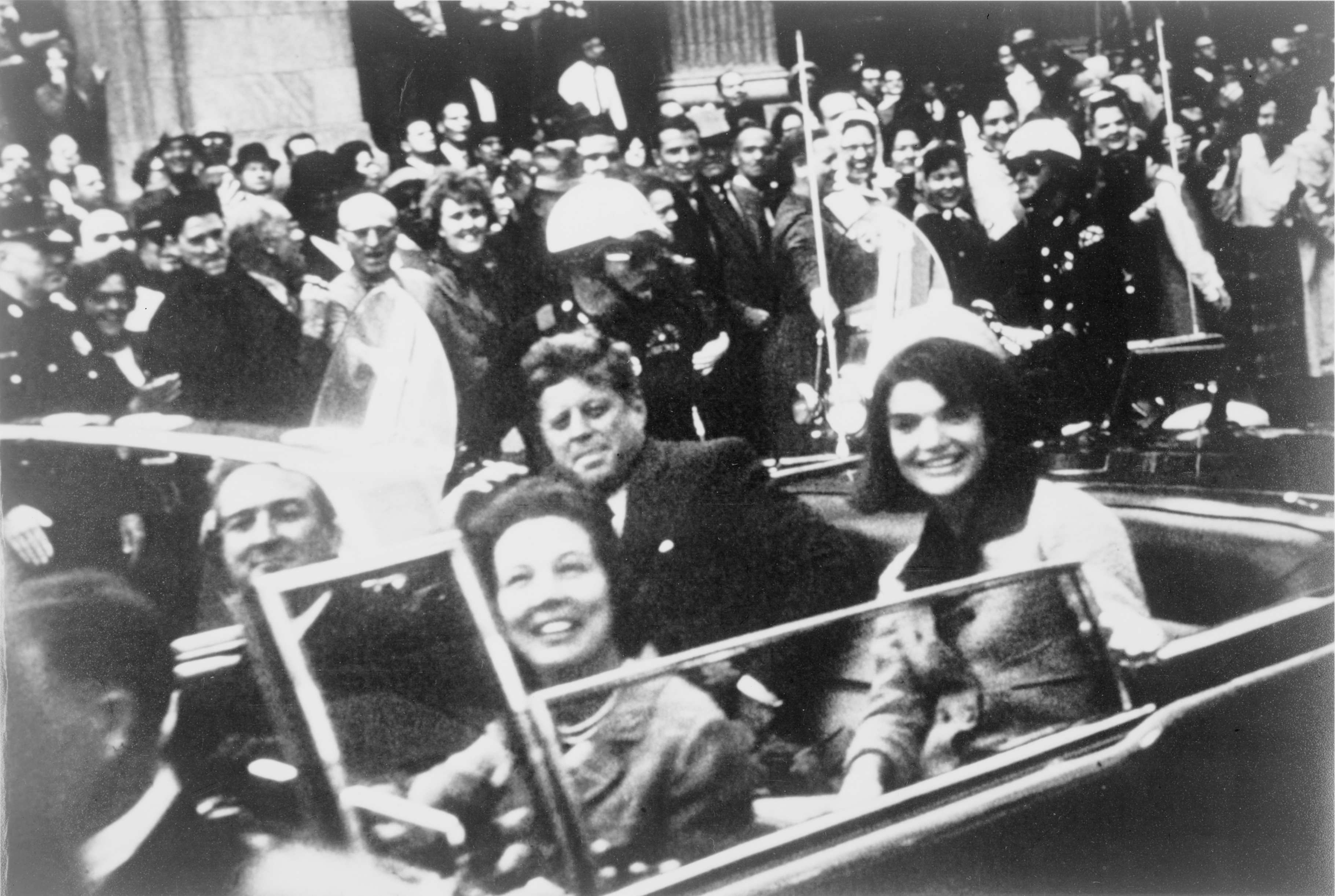
Gouverneur Connally in de limousine te Dallas (Texas) op 22 november 1963 achter hem zit president Kennedy.

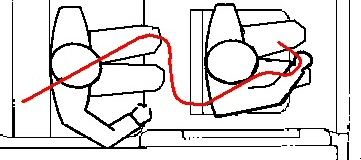
De weg die de "Magic Bullet" afgelegd zou hebben.

Tijdens de rijtoer van president John F. Kennedy zat de gouverneur voor in diens auto. Bij de moordaanslag raakte hijzelf ook ernstig gewond. Een kogel kwam via zijn schouder eerst in zijn pols en daarna in zijn dijbeen terecht. Dit was de tweede kogel die werd afgevuurd, bijna vijf seconden voordat het fatale schot Kennedy raakte. De tweede kogel staat ook bekend als de Magic Bullet omdat deze voordat hij Connally raakte eerst door de nek van president Kennedy zou zijn gegaan, om via zijn hals uit te komen bij de schouder van Connally, waar die daarna het boven beschreven traject zou hebben afgelegd. Dit werd lange tijd voor onmogelijk gehouden en speelde een rol in speculaties over de toedracht tot de moord. Volgens een recent gemaakte computeranimatie behoort de single bullet-theorie wel degelijk tot de mogelijkheden: deze kogel zou dan van achter en boven Kennedy zijn afgevuurd.
In 1986 moest Connally een faillissement aanvragen na een groot aantal zakelijke verliezen. In 1990 was hij een van de twee Amerikanen die met Saddam Hoessein onderhandelden over de vrijlating van Amerikaanse gijzelaars.
- Bibsys: 90396965
- Bibliothèque nationale de France: cb12894231g (data)
- Gemeinsame Normdatei: 118925547
- International Standard Name Identifier: 0000 0001 1444 3564
- Library of Congress Control Number: n80097483
- National Archives and Records Administration: 10569402
- Nederlandse Thesaurus van Auteursnamen: 082045208
- SNAC: w6794hs4
- Système universitaire de documentation: 134081757
- Virtual International Authority File: 54276769
- WorldCat: E39PBJg8FB3yxjB6hbmpjyxRrq